# Cochlostoma hidalgoi
Cochlostoma hidalgoi ist eine auf dem Land lebende Schneckenart aus der Familie der Walddeckelschnecken (Cochlostomatidae) in der Ordnung Architaenioglossa („Alt-Bandzüngler“).

## Merkmale

### Gehäuse
Das rechtsgewundene Gehäuse ist 8 bis 15 mm hoch und 4,2 bis 6,8 mm breit. Es hat 7,5 bis 8,5 (nach Welter-Schultes 7 bis 9) gut gerundete Windungen, die von einer flachen Naht voneinander abgesetzt werden. Die ersten Windungen weisen eine leichte Kante an der Peripherie auf, die aber von der Naht verdeckt ist oder sehr nahe an der Naht liegt. Die letzte Windung ist leicht eingeschnürt, gewöhnlich mit einer leichten Kante in der Verlängerung der Naht. Die Skulptur auf der ersten halben, embryonal gebildeten Windung besteht aus schwachen Runzeln, die allmählich auf der zweiten Windung in dicht stehende feine Rippen übergehen. Hier können 25 bis 30 Rippen auf einen Millimeter kommen. Danach nimmt die Zahl der Rippen ab; auf der dritten bis fünften Windung sind die Rippen unterschiedlich kräftig ausgebildet, und es kommen 6 bis 11 Rippen auf einen Millimeter. Auf den letzten Windungen nimmt die Rippenzahl weiter ab und es kommen ab der vorletzten Windung nur noch 3 bis 4 Rippen auf einen Millimeter. Die Rippen stehen leicht schief, sind etwas gebogen und haben nahe der Naht eine leichte Verdickung. Die Gehäuse sind rötlich braun gefärbt, zu Apex hin heller werdend. Juvenile Exemplare haben meist etwas hellere Gehäuse, gelegentlich auch mit undeutlichen Spiralbändern. Die Gehäuse zeigen jedoch eine gewisse Variabilität in der Rippenzahl und Rippenausprägung sowie im Wölbungsgrad der Windungen und auch in der Farbe.
Die Mündung steht leicht schief und besitzt einen breiten, kragenförmigen weißen Rand. Die Innenlippe ist verdickt. Der Mündungsrand ist zur Spindel hin leicht ohrförmig ausgezogen, und verengt sich dann am Spindelrand.

### Genitaltrakt
Im Genitaltrakt der Weibchen befinden sich die Geschlechtsdrüsen in den oberen Windungen des Gehäuses. Die Eierstöcke sind durch einen dünnen Eileiter mit dem Uterus-/Vagina-Komplex verbunden. Der Eileiter ist kurz vor dem Eintritt in den Uterus bzw. Samenblase etwas angeschwollen und bildet ein dichtes Knäuel. Danach teilt er sich in zwei Leiter, einer tritt in den Uterus ein, der andere in die Samenblase. Die Samenblase liegt dem proximalen Teil des Uterus sehr dicht an. Der Leiter, der zur Samenblase führt, tritt eher distal nahe dem Uterus ein.
Die hellorangefarbenen Geschlechtsdrüsen im Genitaltrakt des Männchens liegen ebenfalls in den oberen Windungen des Gehäuses. Der dünne Samenleiter läuft entlang der Spindel und tritt in die längliche, abgeflachte und am oberen Ende gerundete Prostata ein, die am hinteren Ende der Mantelhöhle sitzt. Die allmählich dünner werdende Prostata mündet auf der rechten Seite des Tieres hinter dem Auge in eine geschlossene Grube, von wo aus ein geschlossener Leiter zur Basis des Penis verläuft. Der Penis ist vergleichsweise groß mit einem internen Leiter, der bis zur Spitze führt. Bei Cochlostoma hidalgoi ist der Penis in der unteren Hälfte zylindrisch und flacht sich in der oberen Hälfte auf einer Seite ab. Er bleibt dabei aber in etwa gleich breit und läuft allmählich zur Spitze aus.

## Geographische Verbreitung und Lebensraum
Das Verbreitungsgebiet reicht in Spanien vom Kantabrischen Gebirge (Asturien) im Westen bis an den Westrand der Westpyrenäen (Sierra de Aralar, Sierra de Urbasa) im Osten. In Frankreich gibt noch weiter östlich ein kleines, isoliertesVorkommen am Col de la Pierre Saint-Martin (Département Pyrénées-Atlantiques).
Die Tiere leben auf glatten, schattigen oder nicht beschatteten Oberflächen von Kalkfelsen. Sie halten eine Sommerruhe an wenig überhängenden Flächen, die zwar geschützt sind, wo aber Regenwasser noch hinkommt.

## Taxonomie
Das Taxon wurde 1864 von Hippolyte Crosse als Pomatias hidalgoi in die wissenschaftliche Literatur eingeführt. Wilhelm Kobelt transferierte die Art in die Gattung bzw. Untergattung Cochlostoma (Obscurella) Clessin, 1889. Die Fauna Europaea führt die Art als Cochlostoma (Obscurella) hidalgoi (Crosse, 1864) auf.
Ein jüngeres Synonym ist Pomatias hispanicus Bourguignat in Saint-Simon, 1869.

## Belege

### Online
- AnimalBase - Cochlostoma hidalgoi (Crosse, 1864)